# جیمی بال (مدیر فوتبال)
جیمی بال (انگلیسی: Jimmy Ball؛ زادهٔ ۱۹۷۵ یا ۱۹۷۶ (۴۸–۴۹ سال)) بازیکن فوتبال است.